# 加東市滝野交流保養館
加東市滝野交流保養館（かとうし たきのこうりゅうほようかん）は、加東市にある公共施設の日帰り天然温泉『滝野温泉ぽかぽ』である。温泉施設運営やレストラン運営などは、指定管理業者に委託している。

## 概要
加東郡滝野町であった2000年（平成12年）10月7日に「滝野温泉ぽかぽ」としてオープンした公共施設の日帰り天然温泉。
その後、2006年（平成18年）3月に加東郡社町・東条町と新設合併し加東市発足に伴い、正式名称を加東市滝野交流保養館に名称を変更した。通常の呼称は、「滝野温泉ぽかぽ」。
2021年11月27日に入浴客数350万人を達成した。

### 泉質
- 塩化物泉（カルシウムイオン、ナトリウムイオン、塩化物イオンなどを含む）[8]

### 効用
- 神経痛、筋肉痛、関節痛、五十肩、運動麻痺、うちみ、くじき、慢性消化器病、痔病、冷え性、病後回復、疲労回復、健康増進[8]

### 営業時間
- 営業時間：11時 - 21時（受付終了は20時）
- 休館日：毎週水曜日（祝日の場合は営業）

### 施設
- 山の湯
  - 樽風呂
  - 木風呂
  - 洞窟風呂
- 川の湯
  - 河原湯
  - サウナ
  - 川湯
- レストラン
- 休憩室
- 売店
- 駐車場：130台（無料）

## 周辺情報
- 兵庫県立播磨中央公園
- 滝野駅
- 闘竜灘

## アクセス
- 所在地：〒679-0212 兵庫県加東市下滝野1283-1
  - 鉄道：  JR西日本山陽本線加古川駅で加古川線に乗り換え滝野駅下車、北西に約3キロメートル
  - 自動車： 中国自動車道滝野社インター、滝野方面出口から北西に約4キロメートル